# Corybas ekuamensis
Corybas ekuamensis är en orkidéart som beskrevs av Pieter van Royen. Corybas ekuamensis ingår i släktet Corybas, och familjen orkidéer. Inga underarter finns listade i Catalogue of Life.